# Herbert
För andra betydelser, se Herbert (olika betydelser).
Herbert är ett mansnamn med tyskt ursprung, sammansatt av ord som betyder "här" (i betydelsen armé) och "ljus". Namnet har använts i Sverige sedan 1600-talet.
Herbert är ett av de 100 vanligaste förnamnen bland de manliga pensionärerna. Men bland de yngsta kommer det betydligt längre ner på förnamnens topplista. De senaste åren har bara ett 20-tal pojkar fått Herbert som andranamn och någon enstaka har fått det som tilltalsnamn. Den 31 december 2005 fanns det totalt 8 002 personer i Sverige med namnet, varav 1207 hade det som tilltalsnamn. År 2003 fick 42 pojkar namnet, varav 2 fick det som tilltalsnamn.
Namnsdag i Sverige för Herbert infaller den 16 mars. I den finlandssvenska namnsdagslängden har Herbert namnsdag 16 mars sedan starten 1929, då en egen namnsdagskalender togs i bruk för finlandssvenskar.

## Personer med namnet Herbert
- Herb Alpert, amerikansk trumpetare och orkesterledare
- Herbert Henry Asquith, brittisk premiärminister 1908–1916
- Herbert Blomstedt, dirigent
- Herbert Booth, sångförfattare och tonsättare
- Herbert Brander, psalmförfattare
- Herbert C. Brown, amerikansk nobelpristagare i kemi 1979
- Herbert Dahlbom, tävlingscyklist
- Herbert Herb Elliott, australisk friidrottare, OS-guld 1960
- Herbert S. Gasser, amerikansk fysiolog, mottagare av nobelpriset i fysiologi eller medicin 1944
- Herbert Grevenius, journalist, teaterchef
- Herbie Hancock, amerikansk jazzmusiker
- Herbert Hauptman, amerikansk nobelpristagare i kemi 1985
- Herbert Hoover, amerikansk president
- Herbert von Karajan, österrikisk dirigent
- Herbert Lamprecht, österrikisk-svensk genetiker
- Herbert Lindblad, postum radioprofil
- Herbert Marcuse, tysk filosof
- Herbert Olivecrona, professor i neurokirurgi
- Herbert Simon, amerikansk samhällsvetare, mottagare av nobelpriset i ekonomi
- Herbert Spencer, engelsk filosof
- Herbert Söderström, journalist
- Herbert Tingsten, chefredaktör, författare, professor i statsvetenskap
- Herbert Wehner, tysk socialdemokratisk politiker
- Herbert George H.G. Wells, brittisk författare
- Herbert Willny, friidrottare

## Fiktiva figurer
- Herbert, fiktiv skrothandlarson i "Albert och Herbert" som först spelades av Lennart Lundh och efterträddes av Tomas von Brömssen.